# Danzigkorset
| Släpspänne första klassen |  | Släpspänne andra klassen |
| Släpspänne första klassen |  | Släpspänne andra klassen |

Danzigkorset (tyska Danziger Kreuz) var en utmärkelse i Tredje riket och tilldelades personer som deltagit i att etablera Nationalsocialistiska tyska arbetarepartiet (NSDAP) i Fria staden Danzig. Danzigkorset instiftades den 31 augusti 1939 av Gauleiter Albert Forster. 

### Webbkällor
- ”Danzig Cross – Danziger Kreuz” (på engelska). Axis History Factbook. Arkiverad från originalet den 2 februari 2013. https://www.webcitation.org/6E8MkYR57?url=http://www.axishistory.com/index.php?id=1889. Läst 16 januari 2013.